# 平群虫麻呂
平群 虫麻呂（へぐり の むしまろ）は、奈良時代の貴族。姓は朝臣。官位は従五位下・能登守。

## 経歴
天平宝字3年（759年）越前国足羽郡糞置村（現在の福井市南部の二上町・帆谷町付近）にあった東大寺開田の地図に国司の一人として虫麻呂の署名がある（この時の官位は従六位下行越前掾）。
天平宝字6年（762年）11月に渤海使・王新福らの帰国にあたって送高麗人使として多治比小耳が任ぜられるが、この時に虫麻呂は送使判官となる。しかし、遣使船が腐って脆くなっていたことから、渡海の途中で壊れてしまうことを懸念し、虫麻呂は官に申し出て日本に留まることを求めた。結局、史生以上の送使の渡航は中止となり、船を修理した後に板振鎌束を船師として出航している。
天平宝字8年（764年）藤原仲麻呂の乱が発生すると、虫麻呂は孝謙上皇側に与したらしく従五位下に叙爵し、乱に連座して解任されたとみられる村国子老に代わって能登守に任ぜられている。
正倉院南倉両口布袋に「平群虫万呂」の墨書きがある。

## 官歴
注記のないものは『続日本紀』による。
- 時期不詳：従六位下[2]
- 天平宝字3年（759年） 12月3日：見越前掾[2]
- 天平宝字6年（762年） 11月1日：送高麗人使判官
- 時期不詳：正六位上
- 天平宝字8年（764年） 9月12日：従五位下、25日：能登守